# Linaria venosa
Linaria venosa är en grobladsväxtart som beskrevs av Lindley. Linaria venosa ingår i släktet sporrar, och familjen grobladsväxter. Inga underarter finns listade i Catalogue of Life.